# Hans Kurth

Hans Kurth

Hans Kurth (* 16. Februar 1896 in Hagelfelde; † 11. Januar 1973 in Tübingen) war ein deutscher Politiker.

## Leben
Nach dem Besuch des Pädagogiums in Ostrau meldete sich Kurth mit Ausbruch des Ersten Weltkriegs als Freiwilliger zum Feldeinsatz. Er erhielt das Eiserne Kreuz II. und I. Klasse. 1918 geriet er in US-amerikanische Kriegsgefangenschaft. Nach seiner Rückkehr studierte er in Königsberg an der Universität Landwirtschaft. Durch die Papiergeldentwertung verarmt, verdingte er sich in Folge als Bergarbeiter im Staßfurter Kalibergbau.
Im Mai 1924 wurde Kurth für den Wahlkreis 7 (Breslau) in den Reichstag gewählt, wo er zunächst die Deutschsoziale Partei vertrat, in derselben Wahlperiode aber noch zur Nationalsozialistischen Freiheitspartei wechselte.
1928 war gegen Kurth eine Strafsache vor der Staatsanwaltschaft Breslau wegen Beleidigung des Berliner Polizei-Vizepräsidenten in der Presse anhängig.
Zu Beginn der 1930er Jahre wurde er Schriftleiter der Zeitschrift Am heiligen Quell Deutscher Kraft, die von Erich und Mathilde Ludendorff herausgegeben wurde, eine Arbeit, die er 1934 bereits wieder beendete. Anschließend wurde er Redakteur des Durchbruch – Kampfblatt für deutschen Glauben, Rasse und Volkstum, eine Zeitschrift der Deutschen Glaubensbewegung.

## Schriften
- Die Wahrheit über Ludendorff und seinen Kampf. Eine zusammenhängende Darstellung. München: Ludendorffs Volkswarte Verlag 1931.
- Die Weltdeutung Dr. Mathilde Ludendorffs. Eine Einführung in die Werke der Philosophin. München: Ludendorffs Volkswarte Verlag 1932.